# アンソロジー・フィルム・アーカイブス
アンソロジー・フィルム・アーカイブス（英：Anthology Film Archives）はアメリカ合衆国ニューヨーク市に位置する私立の映画保存・上映機関。著名な映像作家ジョナス・メカスらによって構想され、アメリカにおける前衛的な実験映画の重要な拠点として知られる。

## 歴史

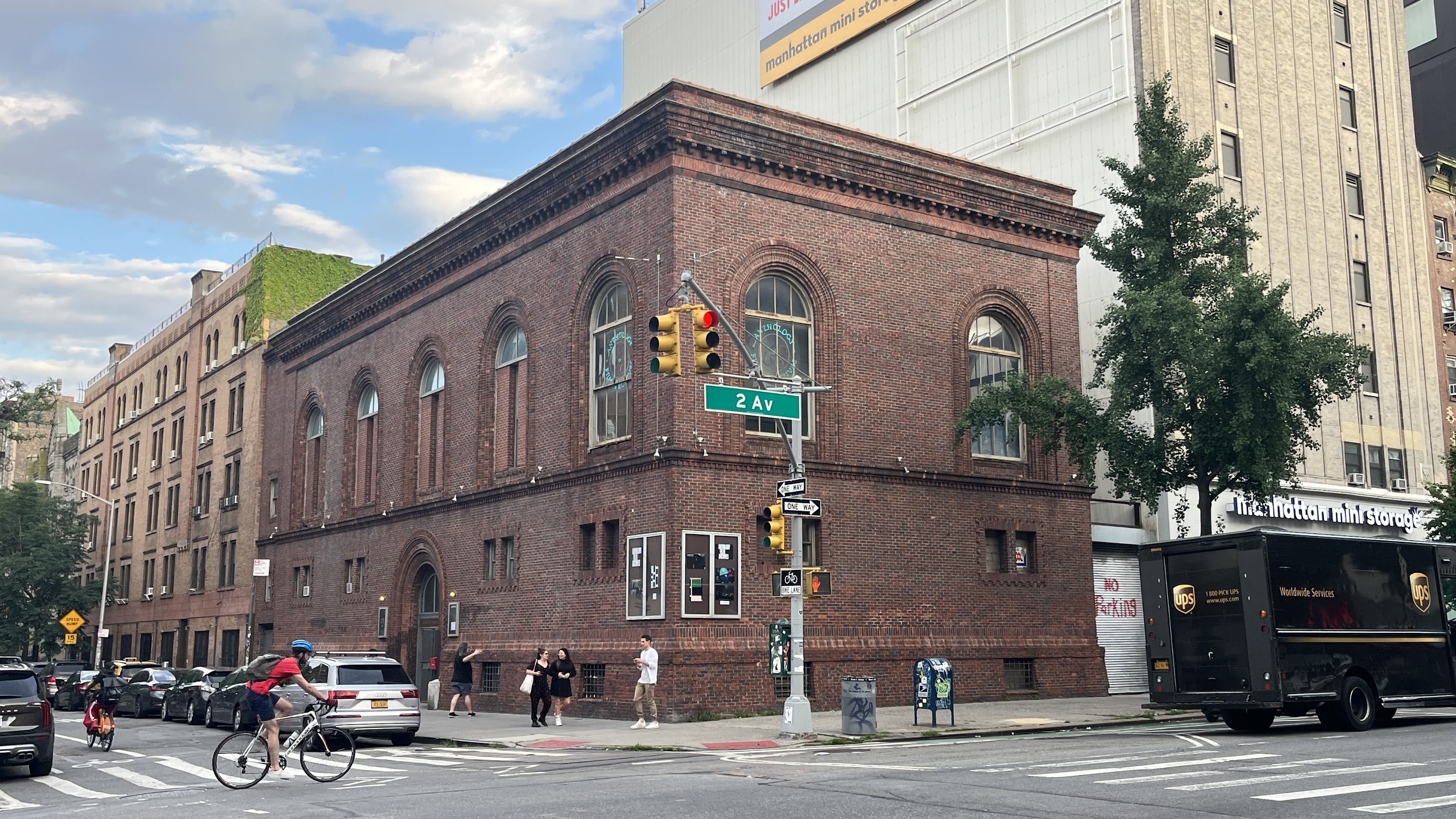
交差点の角にある茶色の建物が現在のアンソロジー・フィルム・アーカイブス（2022年）。隣接するビルを買収して保管庫を拡張する計画が進んでいる。

ジョナス・メカスは第二次大戦中にリトアニアからニューヨークへ亡命してきた詩人で、1950年代からブルックリンに居を構えてアンディ・ウォーホルら多くの現代アーティストと交流するなか、自らも8ミリカメラで映像作品を撮り続けていた。
しかし1960年代に入って、当時の実験映画がしばしば扱っていた性的表現が問題視され、警察による上映禁止や作家の逮捕などが相次ぐようになった。特に社会的な注目を集めたのは、ジョナス・メカス自身が製作にかかわった映画『営倉 (The Brig）』(1963)やジャック・スミス『燃え上がる生物 (The Flaming Creatures)』(1964) の上映中止事件である。（→「ジョナス・メカス #前衛アートの中心人物に」）
これらの事件をきっかけとして、映像作家たちは作品を自由・安全に上映できる場所を求めるようになった。1969年にジョナス・メカスとその呼びかけに応じたスタン・ブラッケージやジェローム・ヒル [英語版]、ピーター・クベルカ[英語版]（いずれも映像作家）、そしてＰ・アダムス・シットニー（映画研究者）[英語版] らは私設の映画博物館「アンソロジー・フィルム・アーカイブス」の建設計画を発表する。
これは彼らが重要とみなす映画作品を収集・保存し、それを恒常的に上映する拠点として構想されていた。同時にかれらは詩人のジェームズ・ブロートン [英語版] らのメンバーを加えて、収集すべき作品の選定委員会を発足させた。

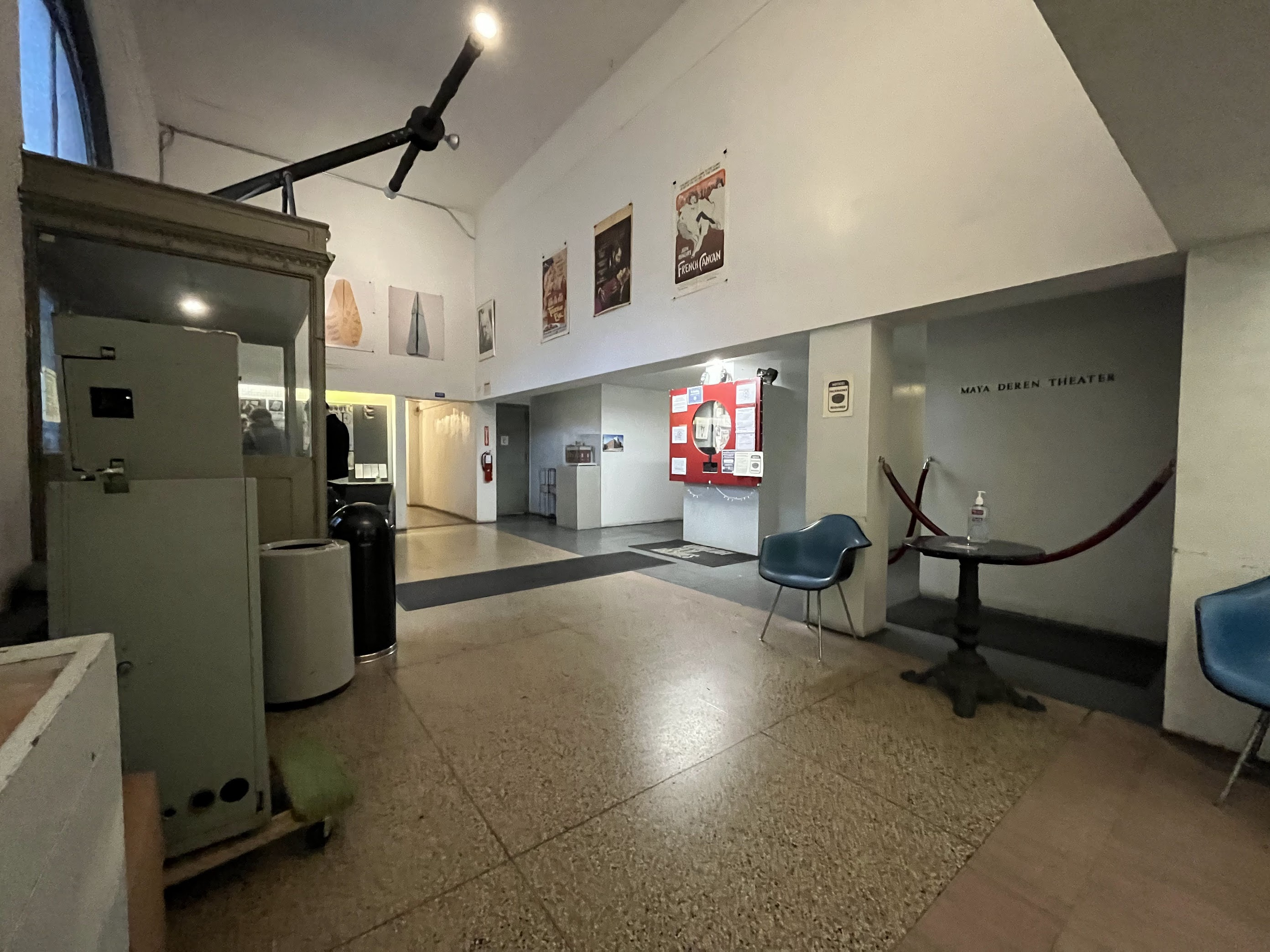
一階エントランス。

アメリカにはすでにＭｏＭＡ（ニューヨーク近代美術館）が第二次大戦前から映画部門を発足させており、その指導者だったアイリス・バリーによって、潤沢な資金のもと映画フィルムの大規模なコレクションが築かれつつあった。
しかしＭｏＭＡ映画部門の活動は当初からダグラス・フェアバンクスらハリウッドの著名スターや映画企業から資金援助を受けていたことと、アイリス・バリー自身がヨーロッパの古い西洋美術史をモデルに映画史を構想していたことなどから、その収集・上映方針はサイレント期のハリウッド映画を頂点とする伝統的な映画史観に従っていた。
ジョナス・メカスやスタン・ブラッケージのような映像作家は、早くからそうしたハリウッド流の正統的な映画の表現手法と商業主義をつよく批判しており、アンソロジー・フィルム・アーカイブス構想では意識的に「ＭｏＭＡ的ではないもの・非ハリウッドなもの」が志向されることになった。
ジョナス・メカスらの映画博物館構想は、自らも資産家だったジェローム・ヒルの資金援助を得て、まず1970年にニューヨーク市のマンハッタン南部イースト・ビレッジに位置する「パブリック・シアター」[英語版] で実験映画専門の映画館としてスタートした。ヒルの死後1974年にはソーホー地区のウースター通りの建物へ移転、さらに1979年にイースト・ビレッジはずれの２番街にあった旧簡易裁判所の建物を購入し、1988年の大改修工事を経て、ここが現在に至るまでアンソロジー・フィルム・アーカイブスの拠点となっている。

## 保存と上映

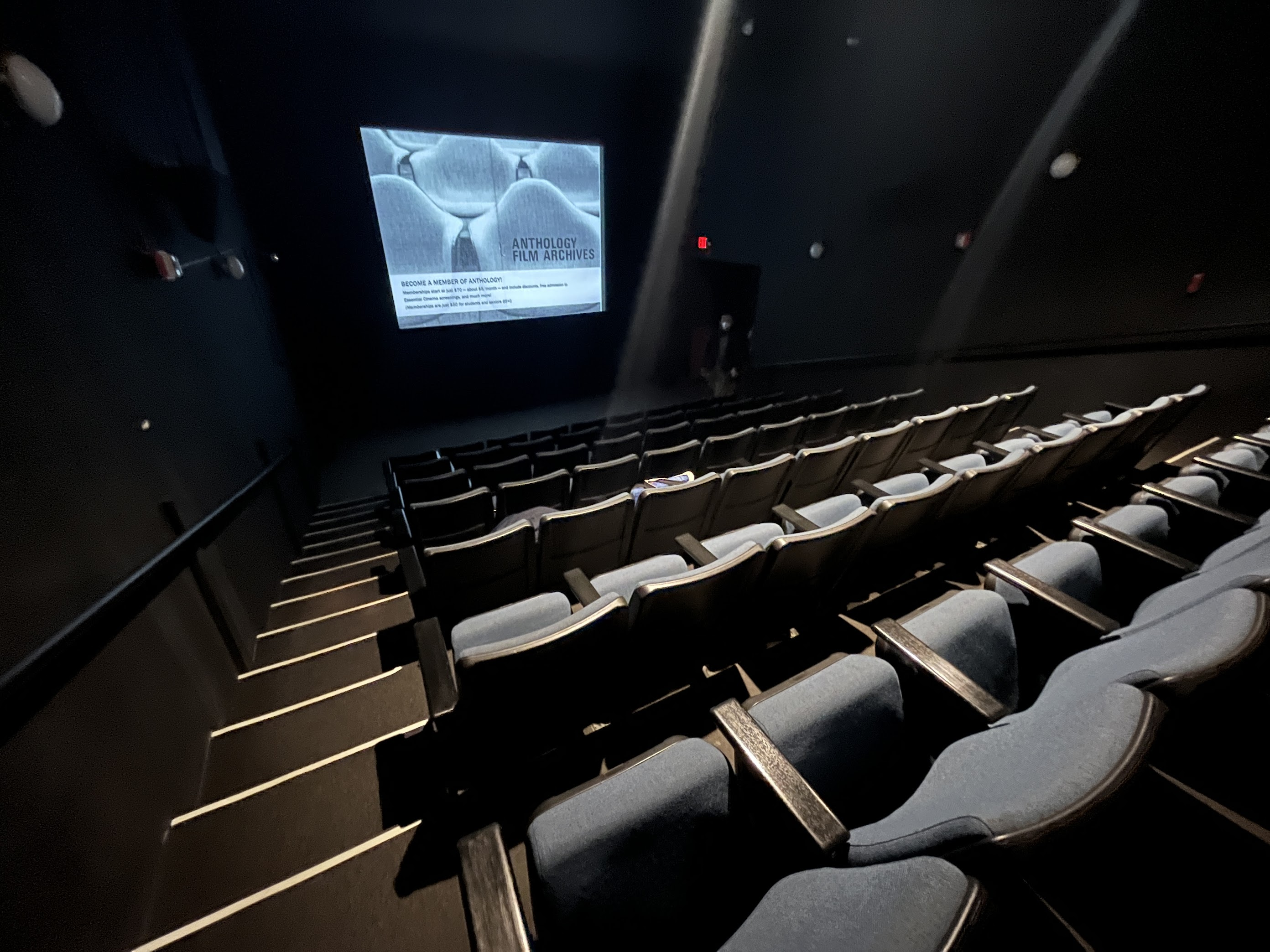
一階のマヤ・デレン・シアター（75席）。

現在のアンソロジー・フィルム・アーカイブスはニューヨークにおける重要なアートシネマ上映館のひとつで、年間900本以上を上映、さらに毎年25本前後の作品を新たにコレクションに追加している。私立だがアメリカ芸術基金（ＮＥＡ）やニューヨーク州、ニューヨーク市、さらに複数の映画関連企業などから支援を受けているほか、個人からも相当額の寄付を受け入れている。
現在の建物には２階にコートハウス・シアター (Courthouse Theater, 200席）、１階にマヤ・デレン・シアター（Maya Deren Theater, 75席）をもつ。ジョナス・メカスは最晩年まで館長をつとめ、2003年からは映画保存専門家（フィルム・アーキビスト）を置いてフィルムの保存環境を整備してきた。
メカス自身が長くニューヨークの実験映画界の中心にいたことから、前提的な自主製作映画作品のコレクションとしては世界有数の存在となっている。またメカスが編集長を務めていた雑誌をはじめ、ポスターやパンフレット、写真など1960年代のニューヨークの空気を伝える印刷物類も、そのコレクションの重要な部分である。現在、隣接する場所に新たな保管庫を増築する計画がすすめられている。

## エッセンシャル・シネマ
発足当初からアンソロジー・フィルム・アーカイブス活動の中心に置かれてきたのが「エッセンシャル・シネマ Essential Cinema」計画である。これはメカスを中心とする上述の作品選定委員会によって選ばれた世界の重要な作品群300本超をフィルムで収集・保管し、これを定期的に上映してゆくというもので、現在でも同館の定期会員は無料でこの上映に参加することができる。
ジョナス・メカスが同館の設立趣意書で「映画は多くの枝に分かれる大樹のようなもので、ハリウッド映画はその枝の一部であるにすぎない」と述べていることが示すとおり、選定された作品の多くは非ハリウッド的な表現手法をとった実験的な短編作品である。
選出作品の例（全作品一覧は「エッセンシャル・シネマの映画一覧」を参照）
- ケネス・アンガー『スコピオ・ライジング』（1963）
- スタン・ブラッケージ『ドッグ・スター・マン』（1961-64）
- ロベール・ブレッソン『ムシェット』（1966）
- ルイス・ブニュエル『糧なき土地』（1932）
- マヤ・デレン『午後の網目』（1943）
- アレクサンドル・ドヴジェンコ『大地』（1930）
- カール・テオドア・ドライヤー『怒りの日』（1943）
- Ｄ・Ｗ・グリフィス『國民の創成』（1915）
- マン・レイ『リターン・トゥ・リーズン（理性への回帰）』（1923）
- ジャン・ルノワール『ゲームの規則』（1939）
- ポール・シャリッツ『N:O:T:H:I:N:G』 （1968）
- マイケル・スノウ『波長』（1967）
- 小津安二郎『大人の見る繪本　生まれてはみたけれど』（1932）

## 関連文献
- Brakhage, Stan, Metaphors on vision, ed. by P. Adams Sitney, Anthology Film Archives ; Brooklyn, 2017.
- Hoberman, J., Everything Is Now:The 1960s New York Avant-Garde—Primal Happenings, Underground Movies, Radical Pop, Verso, 2025.
- Sitney, P. Adams, Visionary film; the American avant-garde, Oxford University Press, 1974.
- Sitney, P. Adams ed., The Essential cinema : essays on films in the collection of Anthology Film Archives, New York University Press, 1975.
- Sitney, P. Adams ed., The Avant-garde film : a reader of theory and criticism, New York University Press, 1978.
- Sitney, P. Adams, Modernist montage : the obscurity of vision in cinema and literature, Columbia University Press, 1990.
- Sitney, P. Adams, Eyes upside down : visionary filmmakers and the heritage of Emerson, Oxford University Press, 2008.
- Sitney, P. Adams, The cinema of poetry, Oxford University Press, 2015.